# Microspathodon chrysurus
Microspathodon chrysurus är en fiskart som först beskrevs av Cuvier, 1830.  Microspathodon chrysurus ingår i släktet Microspathodon och familjen Pomacentridae. Inga underarter finns listade i Catalogue of Life.